# Agrón
Agrón è un comune spagnolo di 375 abitanti situato nella comunità autonoma dell'Andalusia.